# Herrberga socken
Herrberga socken i Östergötland ingick i Vifolka härad, ingår sedan 1971 i Mjölby kommun och motsvarar från 2016 Herrberga distrikt.
Socknens areal är 11,70 kvadratkilometer, varav 11,43 land. År 2000 fanns här 190 invånare. Kyrkbyn Herrberga med sockenkyrkan Herrberga kyrka ligger i socknen. 

## Administrativ historik
Herrberga socken har medeltida ursprung.
Vid kommunreformen 1862 övergick socknens ansvar för de kyrkliga frågorna till Herrberga församling och för de borgerliga frågorna till Herrberga landskommun. Landskommunen inkorporerades 1952 i Vifolka landskommun och ingår sedan 1971 i Mjölby kommun.  Församlingen uppgick 2010 i Veta församling som 2018 uppgick i Vifolka församling.
1 januari 2016 inrättades distriktet Herrberga, med samma omfattning som församlingen hade 1999/2000.  
Socknen har tillhört samma fögderier och domsagor som Vifolka härad. De indelta soldaterna tillhörde  Första livgrenadjärregementet, Vreta Klosters kompani och Andra livgrenadjärregementet, Vifolka kompani.

## Geografi
Herrberga socken ligger nordost om Mjölby kring Svartån. Socknen är en slättbygd på Östgötaslätten med någon skogsmark i söder.

## Fornlämningar
Kända från socknen är fyra gravfält från järnåldern. Två runristningar är antecknade.

## Namnet
Namnet (1322, Harbiärghum) kommer från kyrkbyn. Förleden kan vara dialektordet har,harg, 'stenig mark, stengrund'. Efterleden berg syftar på en mindre höjd i byn.
Fram till 1927 användes också namnet Härberga socken.

### Fotnoter
1. 1 2  Svensk Uppslagsbok andra upplagan 1947–1955: Herrberga socken
2. 1 2  Harlén, Hans; Harlén Eivy (2003). Sverige från A till Ö: geografisk-historisk uppslagsbok. Stockholm: Kommentus. Libris 9337075. ISBN 91-7345-139-8
3. ↑  ”Församlingar”. Statistiska centralbyrån. https://www.scb.se/hitta-statistik/regional-statistik-och-kartor/regionala-indelningar/forsamlingar/. Läst 30 december 2022.
4. ↑  Administrativ historik för Herrberga socken (Klicka på församlingsposten). Källa: Nationella arkivdatabasen, Riksarkivet.
5. 1 2  Sjögren, Otto (1931). Sverige geografisk beskrivning del 2 Östergötlands, Jönköpings, Kronobergs, Kalmar och Gotlands län. Stockholm: Wahlström & Widstrand. Libris 9939
6. 1 2  Nationalencyklopedin
7. ↑  Fornlämningar, Statens historiska museum: Herrberga socken
8. ↑  Fornminnesregistret, Riksantikvarieämbetet: Herrberga socken Fornminnen i socknen erhålls på kartan genom att skriva in sockennamn (utan "socken") i "Ange geografiskt område"
9. ↑  Mats Wahlberg, red (2003). Svenskt ortnamnslexikon. Uppsala: Institutet för språk och folkminnen. Libris 8998039. ISBN 91-7229-020-X. https://isof.diva-portal.org/smash/get/diva2:1175717/FULLTEXT02.pdf